# Dolní Poustevna
Dolní Poustevna település Csehországban, Děčíni járásban. Dolní Poustevna Vilémov, Lobendava, Lipová, Sebnitz és Neustadt i. Sa. településekkel határos. Lakosainak száma 1655 fő (2024. január 1.).

## Népesség
A település lakosságának változását az alábbi diagram mutatja:
| Lakosok száma | 2127 | 3608 | 4651 | 1839 | 1916 | 1824 | 1811 | 1732 | 1583 | 1655 |
|               | 1869 | 1900 | 1921 | 1961 | 1980 | 2011 | 2016 | 2019 | 2021 | 2024 |